# 武内直子
武内 直子（たけうち なおこ、1967年3月15日 - ）は、日本の漫画家、イラストレーター、作詞家、薬剤師、臨床検査技師、同人作家。星座はうお座、血液型はA型。本名は冨樫 直子（とがし なおこ）。
『美少女戦士セーラームーン』シリーズで知られる。講談社『なかよし』で活躍した。夫は同じく漫画家の冨樫義博（詳細は下記）、義弟は冨樫。

## 経歴
山梨県甲府市出身。甲府市立北中学校、山梨県立甲府第一高等学校、共立薬科大学薬学部卒業。平成元年に薬剤師免許を取得し、現在も薬剤師名簿には、旧姓の「武内直子」で登録されている。薬剤師および臨床検査技師の資格を保有している。大学卒業後からの半年間は、慶應義塾大学病院の中央検査部に勤務していた。
高校在学中は天文部に所属し、一高祭実行委員会でも重要人物として活躍。当時の同級生と共作した一高祭のポスターは高校生の作品とは思えぬクオリティの高い作品として評価されていた。
高校時代から『なかよし』に投稿を始め、大学在学中の1986年（昭和61年）に『LOVE CALL』で第2回なかよし新人まんが賞に入選し、デビュー。
『コードネームはセーラーV』で一躍有名になり、『美少女戦士セーラームーン』シリーズが大ヒットを収め、同作品で第17回講談社漫画賞 少女部門を受賞。

## 人物
趣味は、ドライブと家具、調度品集めのほか、スケートや水泳も好きだという。おまじないや各種の占いにも詳しい。作家の三島由紀夫を尊敬している。
実家が宝石店であることから非常に裕福な家庭であり、『セーラームーン』連載開始当初すでにポルシェを愛車にしていた。
ネームが詰まると地元の山梨宝石博物館によく行っていたことと、上述の通り実家が宝石店であることもあって鉱物マニアとしても知られているほど宝石類にも詳しい。作中のキャラクターにキラル・アキラルなど化学用語やネフライト・カオリナイトなど、鉱物の名前で命名することもある。
漫画、アニメ、特撮といったサブカルチャーが好きで、謎本『美少女戦士の研究 セーラームーン最後の秘密』（十番街イレギュラーズ・スーパーズ著、データハウス刊）によると志賀公江の『スマッシュをきめろ!』の大ファンであるとの記述がある。
テレビドラマ版『美少女戦士セーラームーン』は、特撮マニアである武内がアニメ化の話が進んでいる頃からやりたかったと語っている。
中学生の頃は『宇宙戦艦ヤマト』のファンであり、『戦場まんがシリーズ』や『宇宙海賊キャプテンハーロック』なども好きだった。武内の描く女の子は松本零士に強く影響を受けているとのこと。また『劇場版美少女戦士セーラームーンS』で同作の登場人物である名夜竹姫子の職業が宇宙飛行士なのは『ヤマト』の世代である武内の憧れから出てきたという。その他にもオタクやオタク文化にも興味を示している。
同人作家としても活動し、『セーラームーン』関連の同人誌の収集を行っており、自らもコミックマーケットにサークル参加し、同人誌を発行した。
アニメ版『セーラームーン』に関しては、火野レイのキャラクター改変、外部戦士の扱いなどに苦言を残している。しかし、作画に関しては満足であったとメインのアニメーター（作画監督）との対談で語っている。また、時期は不明ながら、畑健二郎が彼女のアシスタントをしていた。後に『セーラームーン』の権利を買い取って、Princess Naoko Planning（株式会社PNP）を立ち上げた。
著名な友人としては吉住渉や藤島康介などが知られている。
『セーラームーン』では止められたが、「人がばんばん死ぬ漫画を描きたかった」と、おまけコミックで描かれた。

### 結婚
1999年（平成11年）に結婚。夫は、同じく漫画家の冨樫義博。結婚式の司会は、声優の三石琴乃（『美少女戦士セーラームーン』の主人公・月野うさぎ役）と、佐々木望（『幽☆遊☆白書』の主人公・浦飯幽助役）が行った。冨樫との交際のきっかけは、同じく漫画家・萩原一至の紹介とされている。
休業中には冨樫義博のアシスタントを行っていた。新婚生活や、出産、さらに育児の様子は集英社の漫画雑誌『ヤングユー』に掲載された一連のエッセイ漫画（詳細はNAOKO先生の活動履歴を参照）に詳しく描かれている。また、これには、講談社での『PQエンジェルス』突然終了のいきさつや原稿紛失事件なども描かれており、発表当時は大きな話題と波紋を呼んだ。

## 作品リスト

### 読み切り・短編
- プリズムタイム（全2巻）
  - ごめんね ウエンズデイ（第1巻に収録）
  - レイン・キス（第2巻に収録）
  - 夢見るRainy Button（第2巻に収録）
  - Secretな片想い（第2巻に収録）
  - LOVE CALL（デビュー作、第2巻に収録）
  - 夢じゃないの・ね（第2巻に収録）
- ミス・レイン（短編集）
  - ミス・レイン（表題作）
  - ぼくのピアス・ガール（「ミス・レイン」に収録）
  - まいごのスウィング（「ミス・レイン」に収録）
  - 7月マーマレード・バースデー（「ミス・レイン」に収録）
  - いつもいっしょね♥（「ミス・レイン」に収録）

### 連載漫画
- チョコレート・クリスマス（全1巻、自身初の単行本）
  - ウィンク・レイン（「チョコレート・クリスマス」に収録）
- ま・り・あ（全1巻）
- Theチェリー・プロジェクト（全3巻）
  - ドリーム・パークでまってて -小鳥たちの前奏曲-（第3巻に収録）
  - その後のま・り・あ（第3巻に収録） - 猫部ねことの合作短編。
- コードネームはセーラーV（旧版全3巻、新装版全2巻）
- 美少女戦士セーラームーン（旧版全18巻、新装版全12巻、完全版全10巻）
- PQエンジェルス
- ラブ・ウィッチ
- とき☆めか!（既刊1巻）

### 挿絵（小説イラスト）
- ま・り・あ（講談社〈講談社X文庫ティーンズハート〉、1994年8月25日第1刷発行）ISBN 4-06-199307-0
  - 原作・イラスト：武内直子／文：小泉まりえ
- マーメイド・ぱにっく（講談社〈講談社X文庫ティーンズハート〉、全4巻）
  - イラスト：武内直子／原作・文：小泉まりえ
- あたしのわがままを聞いて...（講談社〈講談社X文庫ティーンズハート〉、1998年3月5日第1刷発行）ISBN 4-06-199776-9
  - イラスト：武内直子／原作・文：小泉まりえ
- 絶対、彼を奪ってみせる!（講談社〈講談社X文庫ティーンズハート〉、1998年9月5日第1刷発行）ISBN 4-06-199797-1
  - イラスト：武内直子／原作・文：小泉まりえ

### 原画集ほか
- 美少女戦士セーラームーン 原画集 vol. I（講談社、1994年10月5日第1刷発行）ISBN 4-06-324507-1
- 美少女戦士セーラームーン 原画集 vol. II（講談社、1994年10月5日第1刷発行）ISBN 4-06-324508-X
- 美少女戦士セーラームーン 原画集 vol. III（講談社、1996年10月5日第1刷発行）ISBN 4-06-324518-7
- 美少女戦士セーラームーン 原画集 vol. IV（講談社、1996年9月25日第1刷発行）ISBN 4-06-324519-5
- 美少女戦士セーラームーン 原画集 vol. V（講談社、1997年9月25日第1刷発行）ISBN 4-06-324522-5
- 美少女戦士セーラームーン 原画集 vol. ∞（竹内商会、1997年6月30日第1刷発行）USAGI-00-000000-0（同人誌）
- 美少女戦士セーラームーン 設定資料集（講談社、1999年10月1日第1刷発行）ISBN 4-06-324521-7
- 美少女戦士セーラームーン レゾネ ART WORKS 1991〜2023（講談社、2024年4月10日第1刷発行）ISBN 978-4-06-530909-4

### 絵本
- おおぼーぬーとちぃぼーぬー（講談社、2005年10月23日第1刷発行）ISBN 4-06-324536-5
  - 絵・冨樫義博／文・武内直子

### その他（ヤングユー掲載作品）
- 武内直子姫の社会復帰ぱ～んち！！ 1998年12月号（Round.1）
- 武内直子姫と冨樫義博王子の結婚ぱ～んち！！ 2000年1月号（special.1）、2000年2月号（special.2）
- 直子姫と義博王子のベビーぱ～んち！！ 2001年1月号（Round.1）
- 姫と王子とプチ王子のばる～んぱ～んち！！ 2002年9月号（Round.1）

### 作詞
| 楽曲                                                | 作曲                    | タイアップ |
| --------------------------------------------------- | ----------------------- | --- |
| プリンセス・ムーン                                  | さとうかずお            | テレビアニメ『美少女戦士セーラームーン』後期エンディングテーマ プリンセス・ムーン/タキシード・ナイトおよび美少女戦士セーラームーン 〜愛はどこにあるの?〜に収録 |
| タキシード・ナイト                                  | 山下恭文                | プリンセス・ムーン/タキシード・ナイトおよび美少女戦士セーラームーン 〜愛はどこにあるの?〜に収録                                                                |
| 合いコトバはムーン・プリズム・パワー・メイクアップ! | さとうかずお            | 美少女戦士セーラームーン 〜愛はどこにあるの?〜に収録 |
| ルナ!                                               | さとうかずお            | 美少女戦士セーラームーン 〜愛はどこにあるの?〜に収録 |
| ほっとけないよ                                      | 山下恭文                | テレビアニメ『美少女戦士セーラームーン』挿入歌 美少女戦士セーラームーン 〜愛はどこにあるの?〜に収録                                                            |
| 幻の銀水晶〜シルバークリスタル                      | 橋爪麻希子 さとうかずお | テレビアニメ『美少女戦士セーラームーン』挿入歌 美少女戦士セーラームーン 〜愛はどこにあるの?〜に収録                                                            |
| I am セーラームーン                                 | 永井誠                  | 劇場用アニメーション『メイクアップ!セーラー戦士』エンディングテーマ Moon Revenge/I am セーラームーンおよび美少女戦士セーラームーンR 〜未来へ向かって〜に収録   |
| ルート・ヴィーナス                                  | 永井誠                  | 美少女戦士セーラームーンR 〜未来へ向かって〜に収録 |
| タキシード・ミラージュ                              | 小坂明子                | テレビアニメ『美少女戦士セーラームーンS』エンディングテーマ タキシード・ミラージュ/愛の戦士に収録                                                              |
| “らしく”いきましょ                                  | 水野雅夫                | テレビアニメ『美少女戦士セーラームーンSuperS』後期エンディングテーマ “らしく”いきましょ/ムーンライト伝説に収録                                                 |
| セーラーチームのテーマ                              | 小坂明子                | テレビアニメ『美少女戦士セーラームーンSuperS』挿入歌 Moonlight Destiny/セーラーチームのテーマおよび美少女戦士セーラームーンSuperS in Parisに収録               |
| セーラースターソング                                | 荒木将器                | テレビアニメ『美少女戦士セーラームーン セーラースターズ』オープニングテーマ                                                                                    |
| 流れ星へ                                            | 鈴木キサブロー          | テレビアニメ『美少女戦士セーラームーン セーラースターズ』挿入歌 美少女戦士セーラームーン Best Song Collectionに収録                                            |
| とどかぬ想い -my friend's love-                     | 有澤孝紀                | テレビアニメ『美少女戦士セーラームーン セーラースターズ』挿入歌 美少女戦士セーラームーン Best Song Collectionに収録                                            |
| 銀河一身分違いな片想い                              | 亀山耕一郎              | テレビアニメ『美少女戦士セーラームーン セーラースターズ』キャラクターソング（スリーライツ 星野光）                                                             |
| 力を合わせて                                        | 一ノ瀬響                | テレビアニメ『美少女戦士セーラームーン セーラースターズ』キャラクターソング（スリーライツ 大気光）                                                             |
| 真夜中ひとり                                        | 出口雅生                | テレビアニメ『美少女戦士セーラームーン セーラースターズ』キャラクターソング（スリーライツ 夜天光）                                                             |
| ゴールデンクイーン・ギャラクシア                    | 亀山耕一郎              | テレビアニメ『美少女戦士セーラームーン セーラースターズ』キャラクターソング（ギャラクシア）                                                                    |
| 戦士の想い                                          | 池毅                    | テレビアニメ『美少女戦士セーラームーン セーラースターズ』キャラクターソング（セーラーネプチューン 海王みちる）                                                 |
| 愛をしんじてる                                      | 有澤孝紀                | テレビアニメ『美少女戦士セーラームーン セーラースターズ』キャラクターソング（エターナルセーラームーン 月野うさぎ）                                             |
| あしたもまた自転車                                  | 有澤孝紀                | テレビアニメ『美少女戦士セーラームーン セーラースターズ』キャラクターソング（セーラーマーキュリー 水野亜美）                                                   |
| 炎の狙撃者（FLAME SNIPER）                          | 有澤孝紀                | テレビアニメ『美少女戦士セーラームーン セーラースターズ』キャラクターソング（セーラーマーズ 火野レイ）                                                         |
| We believe you                                      | 金住重里                | テレビアニメ『美少女戦士セーラームーン セーラースターズ』キャラクターソング（セーラージュピター 木野まこと）                                                   |
| 愛の女神のHow to love                               | 亀山耕一郎              | テレビアニメ『美少女戦士セーラームーン セーラースターズ』キャラクターソング（セーラーヴィーナス 愛野美奈子）                                                   |
| セーラームーン・クリスマス                          | 有澤孝紀                | 美少女戦士セーラームーン セーラースターズ Merry Christmas!に収録                                                                                               |
| イニシャル・U                                       | 有澤孝紀 猪股義周       | 美少女戦士セーラームーン メモリアルソングBOXに収録 |
| キラリ☆セーラードリーム!                            | 羽場仁志                | テレビドラマ『美少女戦士セーラームーン』オープニングテーマ |
| オーバーレインボー♥ツアー                           | 髙見優                  | テレビドラマ『美少女戦士セーラームーン』劇中歌、キャラクターソング（セーラームーン 月野うさぎ）                                                                |
| 肩越しに金星                                        | 小幡英之                | テレビドラマ『美少女戦士セーラームーン』劇中歌、キャラクターソング（セーラーヴィーナス 愛野美奈子）                                                            |
| 月虹 （白薔薇 sumire名義）                          | 小坂明子                | Webアニメ『美少女戦士セーラームーンCrystal』エンディングテーマ                                                                                                 |
| 月色Chainon （白薔薇 sumire名義）                   | 小坂明子                | 劇場アニメ『劇場版 美少女戦士セーラームーンEternal』主題歌 |